# Официальная чудовищная бредовая чокнутая партия
Официальная чудовищно-бредовая партия полоумных (другой вариант перевода — Официальная партия свихнувшихся бредящих монстров, англ. Official Monster Raving Loony Party) — сатирическая политическая партия в Великобритании, основанная британским музыкантом Дэвидом Эдвардом «Вопящим Лордом» Сатчем. Под нынешним названием появилась в 1983 году, хотя Вопящий Лорд Сатч принимал участие в выборах ещё с 1963 года. Регулярно участвует в региональных и парламентских выборах в Великобритании (один только Вопящий Лорд Сатч участвовал в 39 электоральных кампаниях), однако не смогла добиться достаточных результатов для прохождения в органы власти: так на последних парламентских выборах в 2024 году она собрала лишь 5814 голосов избирателей (0,02 %).

## Программа партии
Манифест партии крайне причудлив и содержит вещи, заведомо абсурдные или невыполнимые, подчёркивая, по их словам, абсурдность повседневного бытия.

## Известные члены партии
- Вопящий Лорд Сатч — возглавлял партию с основания до своей смерти в 1999 году
- Воющий Алан Хоуп[англ.] — председатель партии с 1999 года
- Кот Манду — домашний кот Воющего Алана Хоупа, являвшийся сопредседателем партии с 1999-го до своей гибели под колёсами машины в 2002-м году
- Сплодж — собака Сатча, которая не смогла поучаствовать в выборах в Лондоне, так как не смогла заполнить документы
- Сумасшедшая ковбойша — медсестра, участвовавшая в деятельности партии с 1997 года.

## Факты
Сходная концепция партии, носящая название «Глупая партия», фигурировала в скетче «Летающего цирка Монти Пайтона».
В 1985 году, когда Маргарет Тэтчер развернула наступление на партию, в её ряды вступило множество людей, в первую очередь рок-музыкантов, художников, цирковых клоунов и анархистов.
Партия переживала расколы — в 1989 и 2001 году.
Несмотря на якобы «курьёзную» сущность, ряд идей, содержащихся в манифестах Официальной чудовищно-бредовой партии полоумных, был реализован в Великобритании по-настоящему, в том числе:
- право 18-летних участвовать в выборах;
- пабы, открытые в течение всего дня;
- ветеринарные паспорта.

Воющий Алан Хоуп избирался в муниципальный совет города Ашбёртона, а в 1998 году победил на выборах мэра.